# Lichtfreunde
Die Lichtfreunde (Verein der Protestantischen Freunde) waren eine rationalistisch geprägte protestantische Gruppierung mit Schwerpunkt in Mitteldeutschland im 19. Jahrhundert. Sie setzten sich für ein aus ihrer Sicht vernunftgemäßes, praktisches Christentum ein, was auf längere Sicht zu einer Abkehr von den evangelischen Landeskirchen führte. Der Name „Lichtfreunde“ beruhte auf einer spöttischen Bezeichnung durch die Gegner, die sich jedoch schnell durchsetzte und bisweilen auch als Selbstbezeichnung übernommen wurde.
In der Folge des Vorgehens der Evangelischen Kirche in Preußen gegen den rationalistischen Pfarrer Wilhelm Franz Sintenis im Magdeburger Bilderstreit versammelten sich am 29. Juni 1841 auf Einladung des Pfarrers Leberecht Uhlich in Gnadau 16 Pfarrer als innerkirchliche Oppositionsgruppe und gründeten den Verein der Protestantischen Freunde.
Vor allem in der preußischen Provinz Sachsen, aber auch darüber hinaus, entstanden diverse örtliche Vereine der Lichtfreunde. Seit 1842 fanden zweimal jährlich Hauptversammlungen unter der Leitung Uhlichs in seiner Heimatstadt Köthen statt. Das im Herzogtum Anhalt-Köthen liegende Köthen war auch gewählt worden, um Gegenmaßnahmen Preußens zu entgehen. Zur Pfingstversammlung 1844 erschienen etwa 600 Personen in Köthen; bei Veranstaltungen im Jahr 1845 waren es mehrere tausend Menschen. Als eine der Triebfedern der Märzrevolution von 1848 hatten die Lichtfreunde bis zu 150.000 Mitglieder.
Anfangs vertraten die Lichtfreunde die Auffassungen der Aufklärungstheologie, wie aus einem 1842 veröffentlichten Glaubensbekenntnis hervorgeht:

„Wir glauben an Gott, unsern himmlischen Vater, wir glauben an die ewige Aufgabe des Menschen, daß er ein tugendhaftes Leben führe und darin unablässig weiter schreite; wir glauben an unsere Fortdauer jenseits des Grabes. Wir glauben, daß diese Hauptwahrheiten aller Religion durch Jesu Lehre den Menschen auf die vollkommenste Weise dargereicht worden sind und in Jesu Person die beste Vermittlung gefunden haben, das heißt, das beste Veranschaulichungsmittel für den Verstand, den besten Anknüpfungspunkt für das Gefühl […].“

Pfarrer Gustav Adolf Wislicenus aus Halle übte eine Bibelkritik, die über den klassischen Rationalismus hinausging und Impulse von David Friedrich Strauß und Ludwig Feuerbach aufnahm. Er wurde aus dem Kirchendienst entlassen und dokumentierte diesen Vorgang in einer Publikation. Dann baute er in Halle selbst eine freie evangelische Gemeinde auf. Die von ihm gegründeten und seelsorgerisch betreuten Gemeinden führte später sein Bruder Adolf Timotheus Wislicenus weiter, der schon ab 1847 in Halberstadt eine Gemeinde aufbaute.
Pfarrer Uhlich konnte eine Pfarrstelle in Magdeburg erstreiten, wurde aber, als er seinen angriffslustigeren Kollegen Gustav Wislicenus verteidigte, selbst schweren Schikanen des Staates ausgesetzt. Seine Absetzung soll auf Geheiß des preußischen Königs Friedrich Wilhelm IV. geschehen sein. Er baute dann in Magdeburg die freie Gemeinde auf.
Pfarrer Eduard Baltzer hatte ein weitgreifendes Lebens-Programm – Vegetarismus und Fröbelkindergärten –, das er in seiner Gemeindegründung in Nordhausen zu entfalten suchte. Er wurde später auch der erste Präsident des Bundes der Freireligiösen Gemeinden. Aber auch in fernen Gebieten des damaligen Preußens entstanden Gemeinden, so 1846 in Königsberg, wo Julius Rupp zu den Gründungsmitgliedern zählte. In Marburg gründete Karl Theodor Bayrhoffer seine mit den Lichtfreunden assoziierte Freikirche.
Die freie Diskussion des Volkes über seinen Glauben erschien König und Kirche bedenklich, und so wechselten sich im Kampf um eine Verfassung, die auch Religionsfreiheit gewährte, Verbote und Erlaubnisse ab. 1845 wurden die Versammlungen verboten, am 30. März 1847 aber erhielten bestehende Gemeinden ein königliches Patent, das ihnen freie Religionsübung zusicherte. Voraussetzung war allerdings die Registrierung der Gemeinden beim Staat, was die meisten Gemeinden verweigerten.
1848 nahmen Baltzer und Wislicenus am Frankfurter Vorparlament teil, Uhlich und Baltzer wurden in die Preußische Nationalversammlung gewählt. Zu dieser Zeit gab es in Deutschland 40 Gemeinden. Die Unterdrückung fand nach dem kurzen Aufschwung der Revolution von 1848/49 in der darauf folgenden Reaktionsära umso entschiedener statt. Gemäß dem national-liberalen und damit christlich national-ökumenischen Konzept der Lichtfreunde war der Kontakt zu den national-liberalen Katholiken von deren Anbeginn an gut. 1859 vereinigten sich die Freien Gemeinden mit den deutsch-katholischen zum Bund freier religiöser Gemeinden.
In Österreich wurden die Lichtfreunde 1851 verboten und ihre Vereine mit der Begründung aufgelöst, dass sie „unter dem Deckmantel eines angeblich religiösen Bekenntnisses politische Parteibestrebungen“ verfolgten.